# Richie Aprile
Richard "Richie" Aprile, Sr. fiktivni je lik iz HBO-ove televizijske serije Obitelj Soprano kojeg je glumio David Proval. Richie je bio kapetan i stariji brat bivšeg šefa zločinačke obitelji DiMeo Jackieja Aprilea, Sr.

## Životopis
Richie Aprile, stariji brat izvršnog šefa obitelji DiMeo Jackieja Aprilea, bio je kapetan u obitelji prije nego što je završio u zatvoru osuđen na deset godina. Dok je ovaj bio u zatvoru, Jackie je umro, a po izlasku, Richie se vratio u izmijenjenu obitelj koju je preuzeo Tony Soprano. Očekujući da se stanje stvari vrati na ono kao prije njegova zatvaranja, Richie je upao u sukob s Tonyjem kojeg je uvijek smatrao "mlađim bratom".
Do sukoba između dvojice obično je dolazilo posredno. Richie je prvo pokušao iznuditi novac od svog starog partnera Beansieja Gaete. Nakon što je ovaj odbio platiti, Richie ga je udario autom, ostavivši ga doživotnim invalidom.
Nakon toga je posudio novac Tonyjevu prijatelju iz djetinjstva Daveyju Scatinu i kasnije mu ga je uskratio kad je Scatino počeo propuštati rate isplate. Scatino se uspio ugurati u pokerašku partiju na velike uloge nadajući se da će zaraditi dovoljno novca za otplatu duga. Richie je saznao za to i sukobio se sa Scatinom, no Tony je intervenirao i izbacio ga jer nije mogao dopustiti da se naudi jednom od njegovih igrača. Nakon partije, Scatino je završio u velikom dugu i prema Tonyju i Richieju, nakon čega su mu preuzeli njegovu trgovinu sportskom opremom i iscrpili sva sredstva iz nje.
Richieju se nije sviđao ni Tonyjev štićenik Christopher Moltisanti zbog njegove nasilne veze s Richiejevom nećakinjom, Adrianom La Cervom. Taj je sukob doveo do propalog pokušaja Christopherova ubojstva od strane dva mlada suradnika, Matthewa Bevilaque i Seana Gismontea, koji su se nadali da je impresionirati Richieja. Richie nije imao ništa s planiranjem likvidacije te je kasnije odbio pomoći Bevilaqui.
Richie i Janice Soprano, Tonyjeva sestra, hodali su u srednjoj školi. Kad je Richie oslobođen, on i Janice su nastavili svoju vezu i kasnije se zaručili. Janice je često poticala Richieja da se odupire Tonyju, jer je htjela biti udana za šefa.
Na kraju, Richie se pripremao, uz odobrenje Tonyjeva Strica Juniora, preuzeti obitelj kao šef. Pristupio je kapetanu Albertu "Ally Boy" Bareseu da ga zatraži za potporu pri preuzimanju, ali je ovaj odbio. Nakon što je odvagao svoje opcije, Junior je shvatio kako bi mu bilo bolje s Tonyjem te je odao Richiejeve planove. Tony je zatim naredio Silviu Danteu da ubije Richieja, što se kasnije pokazalo nepotrebnim.
Vrativši se kući jedne večeri, Richie i Janice su se posvađali oko seksualnosti njegova sina. Iako se Janice ta ideja nije sviđala, branila ju je bez obzira. Richie ju je zatim udario; potpuno šokirana, Janice je izašla iz sobe i vratila se pištoljem te ga ustrijelila dvaput u prsa. Smetena Janice je nazvala brata koji je dao Christopheru i Furiu Giunti da se riješe tijela njegovim komadanjem u Satriale'su, te poslao Janice natrag u Seattle. Osim Tonyja i Janice, samo su Christopher i Furio znali što se dogodilo Richieju. Carmela je saznala za njegovu smrt, ali se nikad nije raspitivala o pojedinostima. Svima drugima je rečeno kako je Richie postao doušnik FBI-a i ušao u program zaštite svjedoka.

## Vanjske poveznice
- Profil Richieja Aprilea na hbo.com
- Richie Aprile u internetskoj bazi filmova IMDb-u